# Dan Stanca
Dan Stanca (n. Bucarest, 30 de septiembre de 1955) es un escritor rumano.

## Biografía
Estudió filología inglesa en la Universidad de Bucarest y trabajó como periodista en el diario cultural România Liberă hasta 2008.

## Obra
- Vântul sau țipătul altuia, 1992.
- Aripile arhanghelului Mihail, 1996.
- Apocalips amânat, 1997.
- Ultima biserica, 1997.
- Ritualul noptii, 1998.
- Morminte străvezii, 1999.
- Ultimul om, 1999.
- Pasarea orbilor, 2001.
- Drumul spre piatră, 2002.
- Mila frunzelor, 2003.
- A doua zi după moarte, 2003.
- Mut, 2006.
- Noaptea lui Iuda, 2007.
- Cei calzi si cei reci , 2008.
- Mutilare , 2010.
- A doua zi dupa moarte, 2011.
- Craii si mortii , 2012.
- Mare amară, 2014.
- Ghetsimani '51, 2015.
- Anii frigului, 2017.

## Premios
- Uniunii Scriitorilor din România, 2015, „Ghetsimani ’51” (Editura Cartea Românească).[2]